# بلایند آل
بلایند آل (به انگلیسی: Blind Al) یک شخصیت خیالی در کتاب‌های کامیک منتشر شده توسط مارول کامیکس است که اغلب به عنوان شخصیت مکمل در کنار ددپول تصویر می‌شود. شخصیت بلایند آل (که همچنین تحت عنوان‌های اَلثیا یا بلایند آلفرد نیز شناخته می‌شود) توسط نویسنده جو کلی و طراح اِد مک‌گینس خلق شده‌است که برای اولین بار در شمارهٔ ۱ ددپول (ژانویه ۱۹۹۷) حضور پیدا کرد.
اَلثیا سابقاً مأمور دستگاه‌های اطلاعاتی بریتانیا به‌شمار می‌رفت، هرچند توانایی‌های او تا به حال به‌طور دقیق مشخص نشده‌است. او پیر زنی لاغر و همان‌طور که از نامش پیداست دچار نابینایی است. او همچنین یکی از دوستان نزدیک شخصیت کاپیتان آمریکا در دهه ۱۹۴۰ (میلادی) بود.
لزلی اوگامس در فیلم‌های ددپول (۲۰۱۶) و ددپول ۲ (۲۰۱۸) وظیفه بازی در این نقش را بر عهده داشت.